# Dream River
| Совокупная оценка | Совокупная оценка |
| Источник          | Оценка            |
| ----------------- | ----------------- |
| AnyDecentMusic?   | 7.8/10            |
| Metacritic        | 84/100            |
| Оценки критиков   |                   |
| Источник          | Оценка            |
| AllMusic          | [ 3 ]             |
| The A.V. Club     | A−                |
| The Independent   | [ 5 ]             |
| Mojo              | [ 6 ]             |
| NME               | 8/10              |
| The Observer      | [ 8 ]             |
| Pitchfork         | 8.5/10            |
| Q                 | [ 10 ]            |
| Rolling Stone     | [ 11 ]            |
| Spin              | 8/10              |

Dream River (с англ. — «Река снов») — студийный альбом американского музыканта Билла Каллахана, вышедший 17 сентября 2013 года на лейбле Drag City.
Это его четвёртый студийный диск, вышедший под собственным именем, или 15-й в сумме с учётом альбомов, которые выходили под псевдонимом Smog.

## Об альбоме
Билл Каллахан начал писать песни для «Dream River» в августе 2012 года с идеей превратить его в альбом, который можно будет слушать поздно вечером. Каллахан отметил: «Dream River — это последняя запись, которую вы можете послушать в конце дня, перед сном, около полуночи. [Я хотел, чтобы она была] ровной и расслабляющей, идеальным завершением вашего дня»

## Отзывы
Альбом получил положительные отзывы музыкальных критиков и интернет-изданий: Pitchfork (присвоил альбому звание «Лучшая новая музыка»), The A.V. Club, AllMusic. Журнал Mojo назвал «Dream River» «самым привлекательным альбомом Каллахана» в обзоре с пятью звездами, а позже назвал его лучшим альбомом года за 2013 год. Он получил 84 из 100 баллов на интернет-агрегаторе Metacritic.

### Итоговые списки
| Публикация | Список                    | Год  | Ранг |
| ---------- | ------------------------- | ---- | ---- |
| Mojo       | Top 50 Albums of 2013     | 2013 | 1    |
| NME        | 50 Best Albums of 2013    | 2013 | 35   |
| Pitchfork  | The Top 50 Albums of 2013 | 2013 | 16   |
| Uncut      | The Best Albums of 2013   | 2013 | 7    |

## Список композиций
Слова и музыка всех песен — Bill Callahan.
| №                   | Название            | Длительность |
| ------------------- | ------------------- | ------------ |
| 1.                  | «The Sing»          | 4:32         |
| 2.                  | «Javelin Unlanding» | 3:48         |
| 3.                  | «Small Plane»       | 3:57         |
| 4.                  | «Spring»            | 5:10         |
| 5.                  | «Ride My Arrow»     | 5:03         |
| 6.                  | «Summer Painter»    | 6:30         |
| 7.                  | «Seagull»           | 5:39         |
| 8.                  | «Winter Road»       | 5:30         |
| Общая длительность: | Общая длительность: | 40:09        |

## Чарты
| Чарт (2013)                                  | Высшая позиция |
| -------------------------------------------- | -------------- |
| Австрия (Ö3 Austria)                         | 69             |
| Бельгия/Фландрия (Ultratop)                  | 23             |
| Бельгия/Валлония (Ultratop)                  | 99             |
| Дания (Hitlisten)                            | 38             |
| Нидерланды (Album Top 100)                   | 63             |
| Франция (SNEP)                               | 192            |
| Германия (Offizielle Top 100)                | 61             |
| Ирландия (IRMA)                              | 22             |
| Шотландия (Scottish Albums Chart)            | 42             |
| Великобритания (UK Albums Chart)             | 44             |
| Великобритания (UK Independent Albums Chart) | 12             |
| США (Billboard 200)                          | 94             |
| США (Billboard Folk Albums)                  | 9              |
| США (Billboard Independent Albums)           | 16             |